# Charles-Victor Garola
Pour les articles homonymes, voir Garola.
Charles-Victor Garola (Échenay, 11 juin 1855 - Chartres, 1er mars 1923) naquit en 1855 dans une famille de cultivateurs haut-marnais.
Il est de la première promotion, en 1876, de l'Institut agronomique à Grignon.

## Biographie
Après quelques postes d’enseignement à Niort puis à Nancy, il prend, en 1882, la chaire d'agronomie à l’École d'agriculture de Chartres. 
Il participe à la formation d'un puissant syndicat agricole pour la fertilisation des sols en Eure-et-Loir et établit des cartes agronomiques communales, uniques en France, dans ce même département.
Il crée la station agronomique de Chartres dont il conservera la direction jusqu'à sa mort en 1923.
Il introduit en 1903, la fraction des limons dans l'étude granulaire des sols.
Il est un grand vulgarisateur de la fertilisation et auteur de nombreux ouvrages de vulgarisation.
Il est le père de Jeanne Garola (1888-1965), qui poursuivit l’œuvre de son père.
Les archives de Charles-Victor Garola sont conservées aux archives départementales d'Eure-et-Loir et font partie du fonds historique déposé en 2017 par la Société coopérative agricole d'Eure-et-Loir (SCAEL) dont Garola est un des membres fondateurs.

## Œuvres
- L'Alimentation des animaux de la ferme, Paris : G. Masson , 1876 ;
- Contributions à l'étude des tourteaux alimentaires : composition, valeur alimentaire, emploi pratique et diagnose (ouvrage illustré de 30 micro-héliotypies d'après les clichés de Maurice Aufray), Chartres : impr. Durand, 1892 ;
- Les céréales, Paris : librairie Firmin-Didot, 1894, réédité avec une introduction par le Dr P. Regnard, Paris : J.-B. Baillière et Fils, 1905
Qui se déclinera en 2 tomes :
  - Céréales I, Principes généraux de culture, avec P. Lavallée, 5e éd. entièrement refondue, Paris : J.B. Baillière et fils, 1925 ;
  - Céréales II, Culture spéciale du blé et des autres céréales,  avec P. Lavallée, 5e éd. entièrement refondue, Paris : J. B. Baillière et fils, 1925.
- Engrais (introduction par le Dr. P. Regnard), Paris : J.-B. Baillière et fils, 1903
Qui se déclinera en 2 tomes :
  - Engrais 1, Les matières fertilisantes, 7e éd., Paris : Baillière, 1925  ;
  - Engrais 2, La Pratique de la fumure, 6e édition, Paris : librairie J.-B. Baillière, 1925.
- Contributions à l'étude physique des sols, Chartres : imprimerie Durand , 1903 ;
- Plantes fourragères (Introduction par Dr. P. Regnard) Paris : J.-B. Baillière et fils, 1904
Qui deviendra :
  - Prairies et plantes fourragères, (Introduction par le Dr P. Regnard), 4e éd., Paris, J.-B. Baillière et fils, 1918 ;
- Les sols d'Eure et Loir, Chartres : impr. Durand, 1924.